# Neutral evolution
Neutral evolution förklarar nedärvningen av egenskaper/mutationer som inte har en direkt inverkan på en organisms fitness (reproduktionsframgång). Teoretiskt sett kan en neutral egenskap, med hjälp av genetisk drift, sprida sig till dess att alla individer i en population bär på den. Detta är däremot mindre sannolikt än att egenskapen helt försvinner efter ett tag.
Ett vanligt missförstånd är att neutral evolution skulle motsäga processen av naturligt urval. Så är inte fallet. De två teorierna kompletterar faktiskt varandra. "The theory does not deny the role of natural selection in determining the course of adaptive evolution" (Kimura, 1986).

## Neutral molekylär evolution
Det är sedan länge känt att det, mer eller mindre ofta, sker mutationer i alla organismers genom som till stor del är helt neutrala. De har alltså ingen påverkan på individens fitness och ger i många fall genprodukter som är analoga till den tidigare genotypens. En skillnad i ett baspar i en gen ger ofta samma produkt när genen transkriberats och translaterats. Ofta kan även ett protein med en eller ett par aminosyrasubstitutioner (se kodon) fortfarande bibehålla sin funktion förutsatt att strukturen inte ändrats nämnvärt, då gäller det framförallt den/de aktiva delarna av proteinet.
Själva idén av neutral molekylär evolution har blygsamt antytts, av bland annat Sueoka (1962), men Motoo Kimura var den som först framförde en konkret, sammanhängande teori 1968.
Första förutsättningen som teorin, framförd av Kimura, bygger på är att man vid jämförelse av genomen hos nu existerande organismer funnit att en övervägande stor del av de genetiska skillnaderna är selektivt neutrala. De påverkar inte organismernas fitness. Dessa skillnader betraktas som opåverkade av den naturliga selektionen och därför kan deras existens inte förklaras med principerna för naturligt urval. Teorin bygger, ifrån början, på de konsekventa skillnaderna i proteiners aminosyrasekvenser i olika organismer och hypotesen att dessa till största del är neutrala (även om aminosyrasekvenserna är lite olika har proteinerna identiska funktioner).
Andra förutsättningen är mer av en hypotes och bygger på att större delen av alla evolutionära förändringar beror på genetisk drift som agerar på neutrala alleler (neutrala mutationer ger ”nya” neutrala alleler). Förutsättningarna för fortlevnaden av en neutral mutation är olika för encelliga, asexuella organismer och sexuella organismer. När en neutral mutation sker i en encellig organism har det automatiskt bildats en ”ny” allel i populationen som kommer spridas vidare till dottercellerna när cellen delar sig. I sexuella organismer måste mutationen uppstå i en könscell som i sin tur måste vara delaktig i bildandet av en ny individ. Först när detta skett kan den ”nya” allelen spridas i populationen.

## Tillämpning
Teorin om neutral evolution kan numera ses som allmänt accepterad och på så vis även användas. Huvudsakliga användningsområdet är molekylära klockor som tillämpas för att uppskatta hur länge olika organismer varit evolutionärt skilda från varandra. När man ser på olika populationer kan man anta att antalet skillnader i neutrala basparsmutationer har ökat i samma hastighet som individer med nya mutationer föds (detta enligt den genetiska driftens matematik). Anledningen till att man antar att antalet neutrala mutationer som uppstår är samma för olika organismer är att man utgår ifrån frekvensen fel som uppstår under DNA-replikationen. De enzymer som genomför DNA-replikation i olika organismer är otroligt konserverade och lika varandra, de gör alltså fel lika ofta.
Mer avancerade molekylära klockor har senare designats för att ta varierande mutationshastigheter i beaktande.

## Finns det en konflikt mellan neutral evolution och selektion?
När Kimura först föreslog sin teori blev det en hel del heta diskussioner mellan biologer. Vissa tyckte att det inte kunde vara möjligt att större delen av alla evolutionära förändringar är neutrala. Däremot bör man vara mycket medveten om att neutral evolution aldrig setts som en motsägelse mot selektionen på något sätt, de är kompatibla med varandra. Poängen som görs är bara den att neutrala mutationer är vanligare än negativa och positiva mutationer (mutationer som ger sänkt eller ökad fitness).
Kimura argumenterade att på molekylär nivå (genotypen) är neutrala mutationer vanligare, medan större delen av de mutationer som syns i fenotypen troligtvis beror på selektion snarare än genetisk drift.

## Vad är vanligast? Neutrala eller selektiva alleler?
Det var först när Kimuras elev Tomoko Ohta 1978 framförde en generalisering som debatten svalnade något. Hon förde in begreppet ”near-neutrality” i teorin, som förespråkar att man måste undersöka om gener påverkas mest av drift eller av populationsstorlekar.
Andreas Wagner har nyligen publicerat en serie artiklar som fört de två sidorna av debatten närmare varandra. Han demonstrerar hur evolutionära skillnader kan uppstå genom flera enskilda mutationer som sker stegvis. Om man enbart applicerar ren selektion skulle detta vara omöjligt eftersom varje steg, teoretiskt sett, måste uppstå helt enskilt och gynnas för att det ska konserveras i genomet. Wagner använder sig av uttrycket ”neutralist regime”. Under en sådan regim ackumuleras neutrala mutationer och den genetiska diversiteten ökar. När en fenotyp med högre fitness dyker upp kommer den att sprida sig i populationen och fixera genotypen, detta sker under en så kallad ”Selectionist regime”.

## Reflektioner
Att neutral evolution sker kan nog betraktas som ett faktum. Men hur stor del av evolutionen som sker med hjälp av neutrala mutationer är ännu oklart. Diskussionen om detta lär fortgå ett tag till.
Värt att tänka på är ändå, precis som Wagner visat, att förekomsten av neutrala mutationer styrs av selektionen. Neutrala mutationer har endast en framtid i en population om organismen, där mutationen finns, har en fitness över 0 (organismen måste få avkomma). Ju högre fitness organismen har desto starkare blir driften mot fixering av allelen i populationen.
Man bör även tänka på att samma fenotyp kan ha olika genetisk härkomst och att olika fenotyper kan ha samma fitness i en viss miljö och olika i en annan. Evolutionen är, som så mycket annat, dynamisk.